# Woodhall Spa
Woodhall Spa is een civil parish in het bestuurlijke gebied East Lindsey, in het Engelse graafschap Lincolnshire met 4003 inwoners.

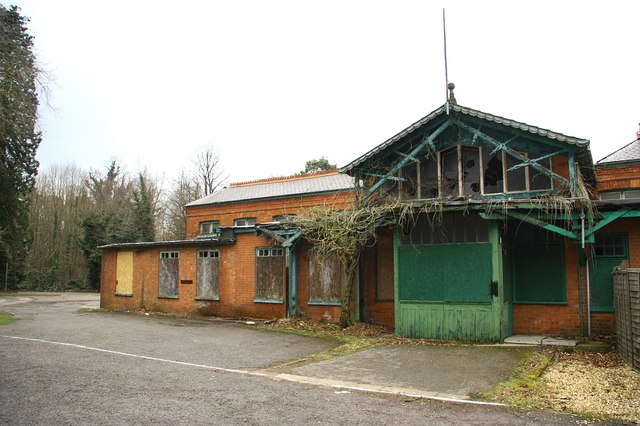
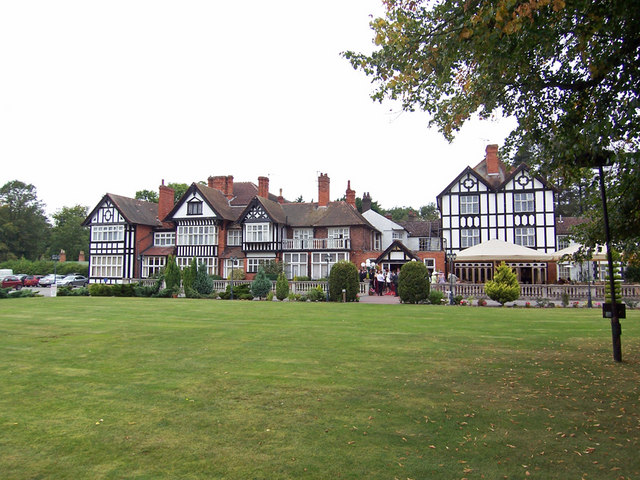
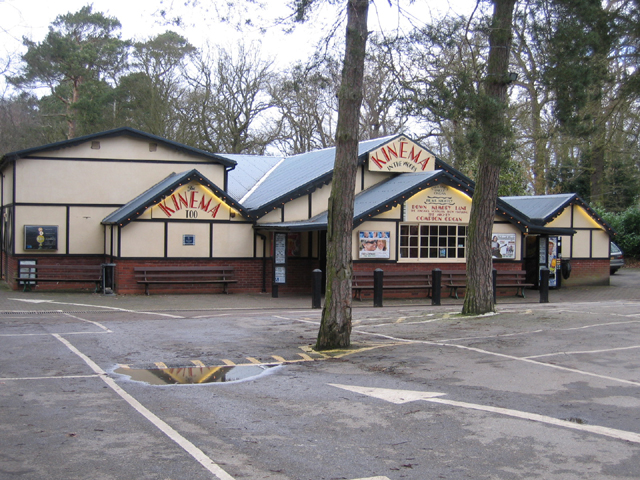
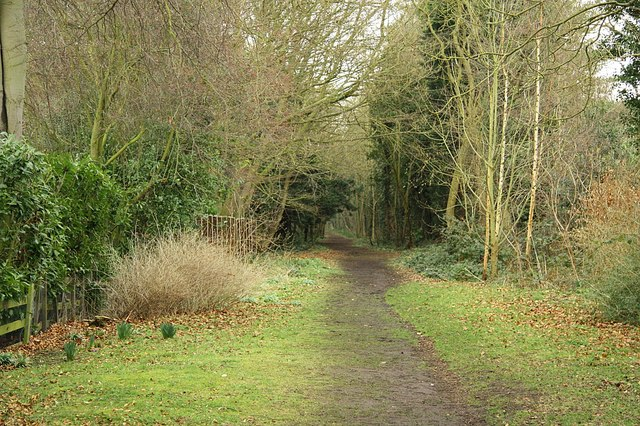